# Albula oligolepis
Albula oligolepis är en fiskart som beskrevs av Hidaka, Iwatsuki och Randall 2008. Albula oligolepis ingår i släktet Albula och familjen Albulidae. IUCN kategoriserar arten globalt som otillräckligt studerad. Inga underarter finns listade i Catalogue of Life.